# Кослан
Ко́слан — село в Республике Коми. Административный центр Удорского района и сельского поселения Кослан.
Население — 1879 чел. (2021).

## История
Кослан — одно из древнейших коми селений на Мезени. Основано в XVI веке. Первое упоминание относится к 1554 году, когда в погосте Кослан было 13 крестьянских дворов и он был центром небольшой волости, в которую входили ещё 4 деревни: Юкшера (Екшер), Шарыба (Шарыб), Разварга (Разгорт) и Вылюбь (Нижний Выльыб). Первые поселенцами были коми, переселившиеся на верхнюю Мезень с реки Вымь. В писцовой книге 1586 года отмечалось: на погосте Кослонском (Кослане) имелись 6 жилых крестьянских дворов, 2 пустых. На погосте — церковь Ильи пророка. Население занималось земледелием, животноводством, охотой и рыболовством. 
Первую школу (церковно-приходскую) открыли в 1869 году. В 1876 году в селе организовали сельское училище. В 1900 при школе открылась одна из первых земских библиотек на Удоре. Первый постоянный фельдшер был назначен в 1873 году. До 1921 года Кослан и Косланская волость входили в Яренский уезд.
В 1918 году создан комитет бедноты. В 1921 году Косланская волость вошла в состав Усть-Вымского уезда. В 1929 году село Кослан становится центром Удорского района. В том же году организован колхоз «XII Октябрь». В 1930 году образован Удорский ЛПХ. В 1936 году открыта 7-летняя школа, которая 1940 году преобразована в среднюю. В 1960 году на базе мезенских колхозов образован совхоз «Косланский».
В середине 1960-х развернулось строительство 200-километровой железнодорожной ветки от станции Микунь к посёлку Усогорск (в 11 км к западу, на левом берегу Мезени ниже по течению). Дорога предназначалась в первую очередь для обеспечения вывоза древесины из Удорского района, где в то время велись совместные с Народной Республикой Болгарией разработки леса. В декабре 1974 года Микунь-Косланская железная дорога была сдана в постоянную эксплуатацию, с ответвлением на Вендингу. В ноябре 1977 года в Косланском аэропорту впервые совершил посадку самолет средних линий Ан-24. В 1985 году в селе открылся краеведческий музей.

## Физико-географическая характеристика
Кослан расположен на западе республики, в пределах Двинско-Мезенской равнины, относящейся к Восточно-Европейской равнине, на правом берегу реки Мезень. В окрестностях села распространены смешанные леса. Преобладающие породы — сосна и берёза. Пойменные кислые и глее-подзолистые почвы.
По автомобильным дорогам расстояние до столицы республики города Сыктывкар составляет 280 км, имеется мост через Мезень вблизи Усогорска. Ближайшая железнодорожная станция Кослан находится в Усогорске.
Климат
| Показатель                                                                        | Янв.  | Фев.  | Март  | Апр.  | Май   | Июнь | Июль | Авг. | Сен.  | Окт.  | Нояб. | Дек.  | Год   |
| --------------------------------------------------------------------------------- | ----- | ----- | ----- | ----- | ----- | ---- | ---- | ---- | ----- | ----- | ----- | ----- | ----- |
| Абсолютный максимум, °C                                                           | 2,5   | 3,5   | 13,4  | 24,6  | 31,3  | 33,8 | 34,6 | 32,4 | 26,4  | 20,3  | 9,1   | 4,0   | 34,6  |
| Средний суточный максимум, °C                                                     | −12,8 | −10,4 | −2,3  | 5,2   | 12,2  | 19,1 | 22,2 | 18,4 | 11,1  | 2,5   | −4,4  | −9,5  |       |
| Средняя температура, °C                                                           | −17,1 | −14,8 | −7,5  | −0,2  | 6,6   | 13,1 | 16,5 | 13,3 | 7,4   | 0,1   | −7,3  | −13,1 | −0,3  |
| Средний суточный минимум, °C                                                      | −21,4 | −19,1 | −12,6 | −5,6  | 1,1   | 7,2  | 10,8 | 8,3  | 3,7   | −2,3  | −10,2 | −16,6 |       |
| Абсолютный минимум, °C                                                            | −49,2 | −47,5 | −44,7 | −32,7 | −20,4 | −4,5 | −1,8 | −4,6 | −12,2 | −27,6 | −42,2 | −47,8 | −49,2 |
| Норма осадков, мм                                                                 | 36    | 26    | 27    | 37    | 47    | 61   | 65   | 72   | 58    | 60    | 50    | 44    | 615   |
| Источник: Коми ЦГМС - абсолютные максимумы и минимумы Осадки, средние температуры |       |       |       |       |       |      |      |      |       |       |       |       |       |

Часовой пояс
Кослан, как и вся Республика Коми, находится в часовой зоне МСК (московское время). Смещение применяемого времени относительно UTC составляет +3:00.
. Истинный полдень — 11:28:11 по местному времени.

## Население
| 1859  | 1939  | 1959  | 1970  | 1979  | 1989  | 1992  |
| ----- | ----- | ----- | ----- | ----- | ----- | ----- |
| 265   | ↗1430 | ↗2410 | ↗3141 | ↗3878 | ↘3812 | ↗4144 |
| 1994  | 1995  | 1996  | 1997  | 1998  | 1999  | 2000  |
| ↗4313 | ↘4285 | ↘4118 | ↘3410 | ↘2996 | ↘2849 | ↗2868 |
| 2002  | 2010  | 2021  |       |       |       |       |
| ↘2679 | ↘2288 | ↘1879 |       |       |       |       |

Национальный состав (2021): коми — 73 %, русские — 22 %.

## Известные уроженцы
- Образцов Л. Н. (1929—2008) — генерал-майор медицинской службы, заслуженный работник высшей школы Российской Федерации.
- Афанасьев Е. С. (1942—1998) — коми журналист и писатель-сатирик.

### Карты
- [mapp38.narod.ru/map2/index05.html Топографическая карта P-38-V,VI. Благоево]
- Кослан. Публичная кадастровая карта. Архивировано из оригинала 5 марта 2016 года.